# 詐病
詐病（さびょう、Malingering）とは、経済的または社会的な利益の享受などを目的として病気であるかのように偽る詐偽行為である。
類義語に仮病（けびょう）があるが、詐病とはニュアンスが異なる。仮病は、欠席の理由付けなど、その場しのぎに行うものをいうことが多い。これに対して詐病は、実利を目的とするものをいうことが多く、どちらかというと虚偽性障害（きょぎせいしょうがい）に近い。また、類似の症例としてミュンヒハウゼン症候群があるが、これは周囲の関心を引くために行われるという点で詐病や仮病とは異なる。
DSM-5には「詐病は個人的な利益（金銭、休暇）などを得るために意図的に病状を訴えるという点で作為症とは異なる。対照的に、作為症の診断には明らかな報酬の欠如が必要である。」と書かれている。
詐病・仮病という名称は、いずれも偽る行為をさす。
また人が危機に面した時に心因性の病気を発し、危機を回避しようとする自己防衛が働く、半仮病というものがある。

## 詐病の目的

### 経済的な詐欺行為
詐病は保険金や社会保障、手当てなどを不正受給する詐欺行為のために行われる。
また、完全に嘘ではないが怪我による苦痛や不利益を過剰申告して保険金や補償などを余分に引き出す行為も行われる。
病気療養中でも給与の一部が支払われたり、共済組合などから給与相当分が支払われることを悪用して、診断書などを偽造して傷病手当を得る行為がある。
公務員がこれを利用して長期欠勤のまま給与を不正受給し続けたことが問題化したことがある。
病気による就労不能を理由として生活保護を不正受給する場合もある。
しかし、近年では引きこもりは一種の精神病や適応障害であり、正当な病気による就労不能であると主張する意見もあり、これは詐欺行為とは言えないといわれている。
実際に生活保護を受給している引きこもりも存在する。

### 社会的な義務の免除
韓国など兵役義務のある国では、その免除のために詐病を用いる場合もある。また、負けが込んで休場する横綱、会談を急遽欠席する要人など「病気や怪我を理由にするのが慣習でありファンや会談相手に対する礼儀」というようなこともある。

### 犯罪行為の隠蔽や減免
心神喪失状態など精神障害者を装う事例は数多い。
また、障害者を装って犯罪の実行能力の欠如を示すことで容疑者から除外されるよう誤認させる方法もある。

## 詐病に使われる病気と手法
韓国では兵役逃れのために腎臓疾患を偽造する薬品が闇取引され社会問題化している。また、尿検査などで尿に故意に薬品や異物、糖分を混入させて糖尿病であるかのように検査結果を誤認させる。極端な量の薬品や塩分、糖分などを摂取して血液検査の検査結果を誤認させる。
逆に、不明熱、不定愁訴、診断不明、原因不明など、検査で異常を見つけることができない病気にかかっている患者が詐病扱いされ、精神的に追い込まれるケースも存在する。
- 鼻血

放射線による健康被害を演出するためにしばしば用いられるが、直接被曝が影響しての出血は鼻のみならず全身に及ぶ上に3SV程度の局所被曝が必要である為、1000000分の1未満の空間線量の福島県内で被曝が原因の鼻血はあり得ない（但し、放射性物質が鼻腔の粘膜に付着して出血する可能性はある）。主に1970年代のドラマの白血病の演出に鼻血が濫用されたために、放射線から白血病にイメージが及び、鼻血の症状のみが放射線と結びつけられたと考えられる。

## 詐病を題材とした作品
詐病を題材とした作品としてはケン・キージーの小説『カッコーの巣の上で』（1962年）が非常に有名であり、1975年には映画化もされている。日本では映画『39 刑法第三十九条』（森田芳光監督、1999年）がある。また、サスペンス作品の中には、どんでん返しとして詐病が扱われているものもある。

## 文献
- 西山詮　「詐病と精神鑑定」　2012年 東京大学出版会 ISBN 978-4130664080